# Procynosuchidae
De Procynosuchidae zijn een familie van primitieve cynodonten uit het tijdvak Perm. Fossiele resten van de procynosuchiden zijn gevonden in Duitsland (deelstaat Hessen), Rusland en Afrika (Tanzania, Zambia en Zuid-Afrika).

## Ontwikkeling
De eerste procynosuchiden verschenen 260 miljoen geleden in wat nu Noord-Europa is. In de loop van het Laat-Perm verspreidden ze zich naar overige delen van het supercontinent Pangea. De procynosuchiden stierven uit aan het einde van het Perm en werden in het Trias vervangen door meer ontwikkelde cynodonten uit de familie Galesauridae zoals Thrinaxodon.  

## Eigenschappen
De procynosuchiden waren bodembewonende roofdieren van ongeveer 60 cm lang. Ondanks het feit dat de procynosuchiden nog vrij primitief waren, hadden deze dieren wel al verschillende zoogdierachtige kenmerken zoals een gevarieerd gebit en wellicht een secundair gehemelte, dat de procynosuchiden is staat stelde om tegelijkertijd te eten en te ademen. Waarschijnlijk waren de procynosuchiden ook warmbloedig.

## Indeling
De familie Procynosuchidae omvat vier geslachten met elk slechts één soort. 
- Nanocynodon
  - N. seductus - Rusland
- Procynosuchus
  - P. delaharpeae - Zuid-Afrika, Zambia, Tanzania, Duitsland, Rusland
- Sludica
  - S. bulanovi - Rusland
- Uralocynodon
  - U. tverdokhlebovae - Rusland

Soms wordt nog een vijfde geslacht, Dvinia, tot de Procynosuchidae gerekend. Meestal wordt deze cynodont echter ingedeeld in een eigen familie (Dviniidae). 